# Qasımalılar
Qasımalılar är en ort i Azerbajdzjan.   Den ligger i distriktet Şəmkir Rayonu, i den västra delen av landet, 300 km väster om huvudstaden Baku. Qasımalılar ligger 1 137 meter över havet och antalet invånare är 855.
Terrängen runt Qasımalılar är lite bergig. Närmaste större samhälle är Shamkhor, 7,4 km nordost om Qasımalılar.
Trakten runt Qasımalılar består i huvudsak av gräsmarker. Runt Qasımalılar är det ganska tätbefolkat, med 108 invånare per kvadratkilometer.